# Alcest/Diskografie
Diese Diskografie ist eine Übersicht über die musikalischen Werke der französischen Blackgaze-Band Alcest. Bisher zählen sechs Alben sowie zwei EPs, eine Demo und mehrere Split-Veröffentlichungen zum Repertoire der Band.

## Alben

### Studioalben
| Jahr | Titel Musiklabel                                | Höchstplatzierung, Gesamtwochen, AuszeichnungChartplatzierungen (Jahr, Titel, Musiklabel, Platzierungen, Wochen, Auszeichnungen, Anmerkungen) | Höchstplatzierung, Gesamtwochen, AuszeichnungChartplatzierungen (Jahr, Titel, Musiklabel, Platzierungen, Wochen, Auszeichnungen, Anmerkungen) | Höchstplatzierung, Gesamtwochen, AuszeichnungChartplatzierungen (Jahr, Titel, Musiklabel, Platzierungen, Wochen, Auszeichnungen, Anmerkungen) | Höchstplatzierung, Gesamtwochen, AuszeichnungChartplatzierungen (Jahr, Titel, Musiklabel, Platzierungen, Wochen, Auszeichnungen, Anmerkungen) | Höchstplatzierung, Gesamtwochen, AuszeichnungChartplatzierungen (Jahr, Titel, Musiklabel, Platzierungen, Wochen, Auszeichnungen, Anmerkungen) | Anmerkungen                                             |
| Jahr | Titel Musiklabel                                | FR | DE | AT | CH | FI | Anmerkungen                                             |
| ---- | ----------------------------------------------- | --- | --- | --- | --- | --- | ------------------------------------------------------- |
| 2007 | Souvenirs d’un autre monde Prophecy Productions | — | — | — | — | — | Erstveröffentlichung: 8. August 2007                    |
| 2010 | Écailles de Lune Prophecy Productions           | — | — | — | — | — | Erstveröffentlichung: 29. März 2010 Verkäufe: + 20.000  |
| 2012 | Les Voyages de l’Âme Prophecy Productions       | — | — | — | — | — | Erstveröffentlichung: 6. Januar 2012 Verkäufe: + 20.000 |
| 2014 | Shelter Prophecy Productions                    | — | DE28 (1 Wo.)DE | — | — | FI17 (2 Wo.)FI | Erstveröffentlichung: 17. Januar 2014                   |
| 2016 | Kodama Prophecy Productions                     | — | DE15 (1 Wo.)DE | — | CH62 (1 Wo.)CH | — | Erstveröffentlichung: 30. September 2016                |
| 2019 | Spiritual Instinct Nuclear Blast                | FR106 (1 Wo.)FR | DE12 (2 Wo.)DE | AT63 (1 Wo.)AT | CH30 (1 Wo.)CH | FI34 (1 Wo.)FI | Erstveröffentlichung: 25. Oktober 2019                  |
| 2024 | Les Chants de l’Aurore Nuclear Blast            | FR77 (1 Wo.)FR | DE14 (1 Wo.)DE | AT19 (1 Wo.)AT | CH22 (1 Wo.)CH | — | Erstveröffentlichung: 21. Juni 2024                     |

### EPs
- 2005: Le Secret (Eigenverlag; Neuauflage: 2011 via Prophecy Productions)
- 2012: BBC Live Session (Prophecy Productions)

### Demos
- 2001: Tristesse Hivernale

### Split-CDs
- 2007: Aux Funérailles du Monde…/Tristesse Hivernale (Neuauflage der Demo als Split-Veröffentlichung mit Angmar)
- 2009: Alcest/Les Discrets (Split mit Les Discrets, Prophecy Productions)

## Singles
- 2011: Autre Temps (Prophecy Productions; Single zu Les Voyages de l’Âme)
- 2013: Opale (Prophecy Productions; Single zu Shelter)
- 2019: Protection (Nuclear Blast; Single zu Spiritual Instinct)

## Musikvideos
| Jahr | Titel                | Produzent        |
| ---- | -------------------- | ---------------- |
| 2011 | Autre Temps          | Julian Marie     |
| 2012 | Les Voyages de l'Âme | Toshadeva Palani |
| 2013 | Opale                |                  |

## Statistik

### Chartauswertung
|                     | FR    | DE    | AT    | CH    | FI    |
| ------------------- | ----- | ----- | ----- | ----- | ----- |
| Nummer-eins-Alben   | FR—FR | DE—DE | AT—AT | CH—CH | FI—FI |
| Top-10-Alben        | FR—FR | DE—DE | AT—AT | CH—CH | FI—FI |
| Alben in den Charts | FR2FR | DE3DE | AT1AT | CH3CH | FI2FI |

### Auszeichnungen für Musikverkäufe
| Silberne Schallplatte - Europa (Impala) - 2012: für das Album Écailles de Lune - 2012: für das Album Les Voyages de l’Âme |

| Land/RegionAuszeichnungen für Musikverkäufe (Land/Region, Auszeichnungen, Verkäufe, Quellen) | Silber     | Gold | Platin | Verkäufe | Quellen         |
| -------------------------------------------------------------------------------------------- | ---------- | ---- | ------ | -------- | --------------- |
| Europa (Impala)                                                                              | 2× Silber2 | —    | —      | (40.000) | Einzelnachweise |
| Insgesamt                                                                                    | 2× Silber2 | —    | —      |          |                 |